# L'alia Sahnoune
 (signalé en juillet 2025).
Si vous disposez d'ouvrages ou d'articles de référence ou si vous connaissez des sites web de qualité traitant du thème abordé ici, merci de compléter l'article en donnant les références utiles à sa vérifiabilité et en les liant à la section « Notes et références ».
- Archive Wikiwix
- Bing
- Cairn
- DuckDuckGo
- E. Universalis
- Gallica
- Google
- G. Books
- G. News
- G. Scholar
- Persée
- Qwant
- (zh) Baidu
- (ru) Yandex
- (wd) trouver des œuvres sur Wikidata

L'alia Sahnoune, née le 10 avril 1938, est une femme politique algérienne. Membre du Front de libération nationale, elle fut députée de la quatrième circonscription électorale de la wilaya de Chlef au cours de la troisième législature (1987-1992).